# 1997 au Burkina Faso
Cette page concerne des événements qui se sont produits durant l'année 1997 du calendrier grégorien au Burkina Faso.

## Événements

### mai
- 11 mai : élections législatives de 1997 au Burkina Faso